# Stephen Bachop
Stephen John Bachop (Lyttelton, 2 aprile 1966) è un ex rugbista a 15 e allenatore di rugby a 15 samoano con cittadinanza neozelandese, in carriera attivo nel ruolo di mediano d'apertura e internazionale per Samoa e Nuova Zelanda.

## Biografia
Stephen nasce a Lyttelton, in Nuova Zelanda, da genitori con origini samoane.
Dal 1986 al 1990 gioca per il club provinciale di Canterbury nel National Provincial Championship.
Nel 1991-92 fa un'esperienza in Italia alla S.S. Lazio, impegnata in Serie A2, insieme al 
connazionale Zinzan Brooke.
Nel 1992 fa ritorno in Patria, giocando per Otago; nel 1996 fa parte della squadra degli Highlanders in Super 12, giocando 10 partite.
Nel 1997 e nel 1998 disputa due stagioni con gli Hurricanes in Super 12, collezionando 12 presenze.
Nell'estate 1998 approda in Inghilterra ai London Irish, coi quali disputa l'English Premiership per due stagioni, 
prima di chiudere la carriera sportiva a Leeds Tykes nel 2002.

### Carriera internazionale
Nel 1986 e nel 1987 disputa 6 partite con la selezione dei New Zealand Colts.
Nel 1991, però, grazie alle sue origini, viene selezionato nella Nazionale samoana, rispondendo alla convocazione; nello stesso anno si aggiudica il Pacific Tri-Nations 
con le Samoa Occidentali, esordendo a livello internazionale il 28 maggio contro le Tonga.
Sempre nel 1991 è nel gruppo dei convocati per la Coppa del Mondo, disputando tutti e tre i match 
della fase a gironi contro le nazionali di: Galles, Australia e Argentina ed approdando ai quarti di finale contro la Scozia.
Nel 1992 viene selezionato anche con gli All Blacks, disputando 13 tour games nel 1992 e nel 1993.
Nel 1993 gioca due partite no-cap con la Nuova Zelanda XV, mentre, l'anno successivo, fa l'esordio internazionale con la Nuova Zelanda contro la Francia, il 3 luglio 1994 ad Auckland.
Nello stesso anno disputa un incontro di Bledisloe Cup con l'Australia ed altre tre partite internazionali.
Il 18 maggio 1996 viene convocato dallo storico club ad inviti dei Barbarians per disputare un match contro l'Irlanda XV.
Nel 1999 torna a giocare per le Samoa nel Pacific Rim e viene nuovamente selezionato per disputare la Coppa del Mondo, dove 
disputa tutti i match della fase a gironi contro Giappone, Argentina e Galles e dovendosi nuovamente inchinare alla Scozia negli spareggi play-off.

## Palmarès

### Internazionale
- Pacific Tri-Nations: 1
Samoa Occidentali: 1991